# Печерський район
Печерський район — найменший за територією та населенням район міста Києва, розташований у центральній частині столиці на правому березі Дніпра. На його території, окрім промислових, наукових, навчальних та культурних закладів, розташовані Офіс Президента України, Верховна Рада України, Кабінет Міністрів України, Національний банк України, Прокуратура України, Палац спорту, головні офіси багатьох українських банків та корпорацій.

## Загальні дані
Нині в Печерському районі, що займає площу 27 км², мешкає 126,2 тисячі киян, тут діє близько 30 промислових підприємств, 28 науково-дослідних та проєктних інститутів, чотири вищих навчальних заклади, вісім технікумів та профтехучилищ, 15 середніх, одна вечірня, дві спортивні школи та 17 дошкільних закладів, чотири лікарні й військовий шпиталь, п'ять поліклінік, заклади торгівлі та громадського харчування. Печерський район відзначається насиченістю культурно-мистецькими закладами: це — Український дім, Палац дітей та юнацтва, Центр культури, просвіти та дозвілля Збройних Сил України (будинок офіцерів), дев'ять державних музеїв, 21 бібліотека, 7 палаців та будинків культури, два театри та три театри-студії, 4 кінотеатри, Центральний парк культури та відпочинку, Національна філармонія України, Міжнародний центр культури й мистецтв, дитяча картинна галерея і три дитячі музичні школи. Встановлено й районне свято, яке відзначається раз на два роки. Печерський район живе цікавим багатогранним життям.
До складу Печерського району входять історичні місцевості: Чорна гора, Верхня Теличка, Видубичі, Саперне поле, Звіринець, Печерськ, Хрести, Черепанова гора, Берестове, Клов, Бессарабка, Липки.

## Туристичні пам'ятки
На території району знаходяться:
- комплекс споруд Києво-Печерської лаври (XI–XVIII ст.)
- Видубицький монастир
- Фортеця Косий капонір
- Кловський палац
- Маріїнський палац
- Будинок Кабінету Міністрів
- Будівля Національного банку України
- Будинок архітектора Городецького (відомий, як будинок з химерами)
- Будівля Верховної Ради
- Національний культурно-мистецький та музейний комплекс «Мистецький арсенал»

## Історія району

### За часів Київської Русі
Історія Печерського району Києва неподільно пов'язана власне з виникненням і розбудовою столиці України. Обіймаючи терени історичних місцевостей і урочищ на правому березі Дніпра, сучасний Печерський район увібрав у себе Володимирську гірку, Перевісище-Хрещатик, Липки, Угорське, Аскольдова могила, Берестове, Наводничі, Звіринець, Видубичі, Верхню Теличку, Саперну Слобідку, гору Лису, Чорну, Багринову, долини Клова і частково Либіді.
Поблизу урочища Угорське, 882 року князь Олег Віщий убив київських князів Аскольда і Діра і став княжити в Києві, мовивши: «Хай се буде мати городам руським». У 988 році князь Володимир Святославич хрестив Русь. А згодом, 1051 р. ченці Антоній Печерський і Феодосій Печерський заснували у викопаних поблизу княжого села Берестового в печерах православний монастир — майбутню Києво-Печерську лавру. Звідси й пішла назва району. Крім лаврських, відомі ще не менш древні Звіринецькі печери та інші печери на терені району.
Перші муровані споруди в районі з'явилися ще в XI ст. в Печерському монастирі, а в XII ст. тут вже існувало значне поселення.

### XVII-XVIII століття
Наприкінці XVII ст. Печерське містечко стає військово-адміністративним центром Києва. Гетьман Іван Самойлович починає спорудження земляної фортеці, а згодом гетьман Іван Мазепа зводить оборонні мури з вежами, церквами довкола лаври, дає великі кошти на церковне будівництво. Полковники Війська Запорізького також надають кошти на розбудову й прикрашення Печерського, Микільського, Видубицького, Михайлівського Золотоверхого монастирів, на розвиток української національної культури; її поширювали й лаврська школа, лаврські друкарня та іконописна майстерня. Різнопланове значення Печерська зростає впродовж наступних часів. У середині XVIII ст. тут зводяться Царський (Маріїнський) та Кловський палаци, будинок київських генерал-губернаторів, муровані брами й порохові льохи, вдосконалюються фортифікаційні споруди Печерської фортеці. Наприкінці XVIII ст. навпроти лаври будується величезний арсенал з жовтої київської цегли. Зелену глину для випалення цієї цегли видобували тут-таки, на схилах Дніпра і Либеді, і ті цегельні стали першими промисловими підприємствами району. З такої ж цегли побудовано згодом всю нову Печерську фортецю на величезному терені плато — Васильківське та Госпітальне укріплення, казарми, оборонні вежі, мури, новий арсенал, а ще — інститут шляхетних дівчат, бики Ланцюгового мосту через Дніпро.

### XIX століття
З розвитком капіталізму Київ швидко зростає й розбудовується. У XIX ст. виникає вулиця Хрещатик, і старий Київ зливається з Печерськом. Утворюються характерні ділянки забудови й розселення киян. Діловий Хрещатик — банки, контори, біржа. Єдиним промисловим підприємством Печерську залишається завод «Арсенал». Лисогірський форт стає місцем страт. На зламі XIX-XX ст. на терені сучасного Печерського району вже діяли міський Музей старовини й мистецтв, зали Дворянського та Купецького зібрань, іподром.

### XX століття
Під час Першої світової війни Печерськ швидко мілітаризується: розширюється арсенал, зводяться військові училища, прокладаються залізничні колії до всіх військових об'єктів. Визвольні змагання 1917—1920 років роблять територію Печерського району ареною братовбивчих бойових дій, а каральні органи кожної протиборствуючої сторони обирають за свій осідок панські Липки.
Нове піднесення переживає Печерський район після 1934 року, коли з переведенням столиці України з Харкова до Києва в Липках розмістилися урядові заклади. Водночас було знищено безліч пам'яток культової архітектури, кладовище «Аскольдова могила». У 1930-ті роки споруджено будинок Верховної Ради, гігантський будинок НКВС (нині — будинок Кабінету Міністрів), клуби, школи, дитячі садки та ясла, численні житлові будинки, стадіон «Динамо», набережну Дніпра. Довоєнний проєкт планування Печерсько-Звіринецького району розробив архітектор Іван Довгалюк. Проєкт перепланування Печерсько-Звіринецького району було здійснено частково, місцевість у районі сучасного бульвару Лесі Українки залишалася не спланованою і малонаселеною.
1935 року район був перейменований на Кіровський, на честь радянського партійного діяча Сергія Кірова. 1944 року району повернули історичну назву.
Друга світова війна завдала страшних ран Печерську. Тривалий час залишався зруйнованим Успенський собор лаври, знищений восени 1941 року під час нацистської окупації міста.
У повоєнні роки одними з перших масово були забудовані котеджами околиці — Багринова гора, Старонаводницька вулиця, потім почалося масове будівництво багатоповерхових житлових будинків у південній частині району — вулиці Бастіонна, Михайла Бойчука, бульвар Миколи Міхновського. У 1960-ті роки прокладено й забудовано бульвар Лесі Українки та прилеглі вулиці. В старовинному Аносовському саду 1957 року влаштовано парк Слави з обеліском і Вічним вогнем над Могилою Невідомого Солдата.
В останні десятиріччя в районі з'явилося багато нових громадських споруд і закладів та житлові масиви. У 1981 році був урочисто відкритий Меморіальний комплекс «Національний музей історії Великої Вітчизняної війни 1941—1945 років» (нині має назву Національний музей історії України у Другій світовій війні). На березі Дніпра встановлено пам'ятник засновникам Києва.
У 1964 році у Печерському районі на дніпровських схилах відкрито Центральний ботанічний сад з чудовим садом бузку та дендрарієм.

## Населення

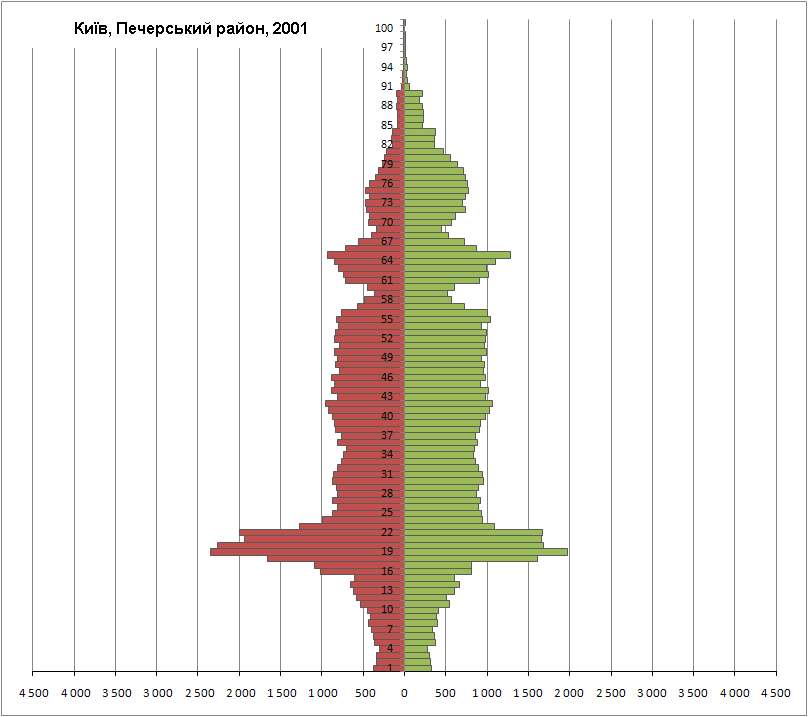
Статево-вікова піраміда населення Печерського району у 2001 р.

Чисельність населення району:
- 2001 — 131 127
- 2008 — 135 994
- 2020 — 163 264[5]

### Мовний склад
Рідна мова населення за даними перепису 2001 року:
| Мова       | Чисельність, осіб | Доля     |
| ---------- | ----------------- | -------- |
| Українська | 75 129            | 60,23 %  |
| Російська  | 38 257            | 30,67 %  |
| Інше       | 11 359            | 9,10 %   |
| Разом      | 124 745           | 100,00 % |

## Галерея

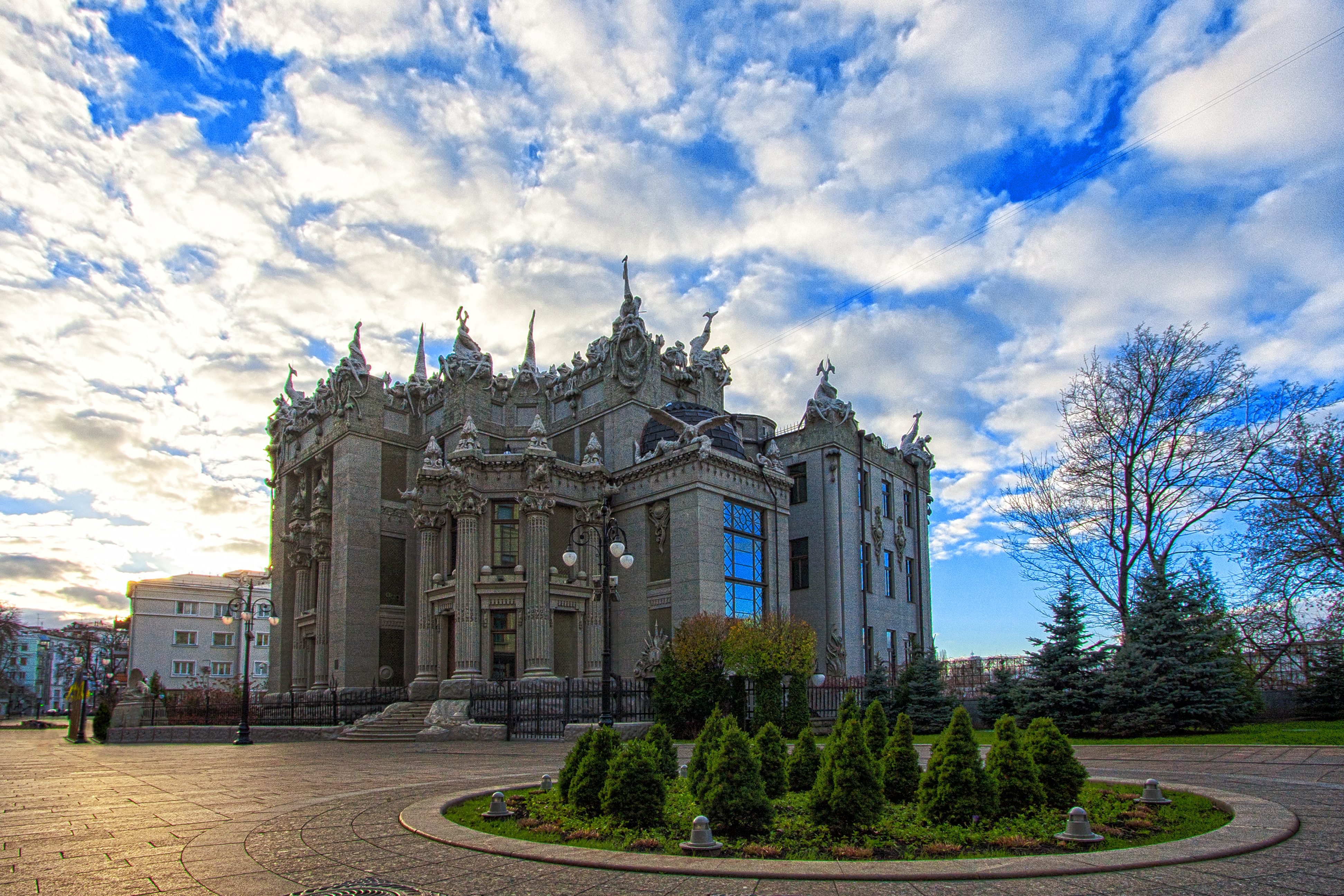
Будинок із химерами
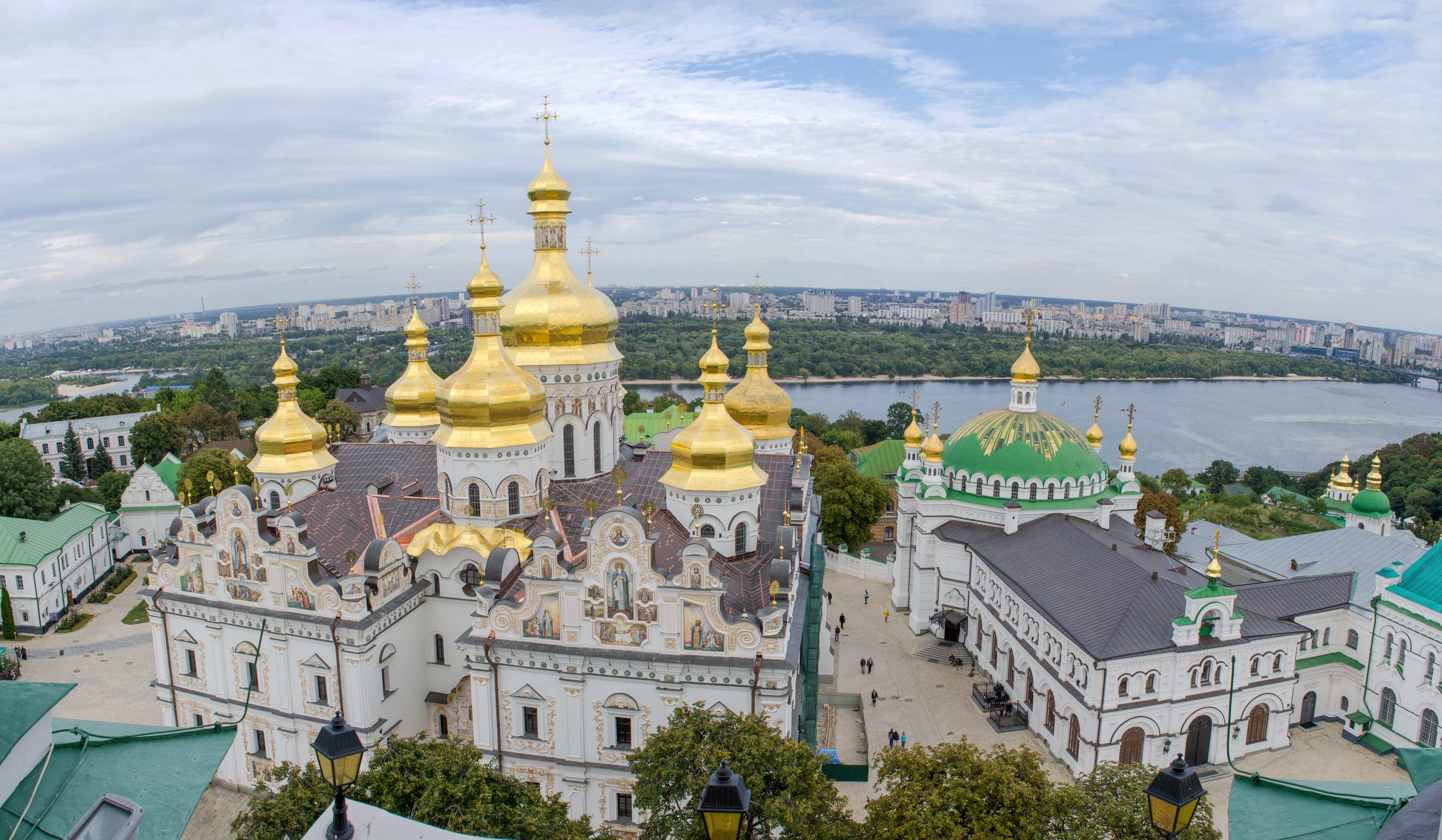
Києво-Печерська лавра